# Championnats de France d'escrime 2011
Navigation
Édition précédente Édition suivante
Les championnats de France d'escrime 2011 ont eu lieu les 28 et du 29 mai 2011 à Valence, Pau et Amiens. 6 épreuves figuraient au programme, trois masculines et trois féminines.

## Liste des épreuves
- Épée masculine et épée féminine :
  - les épreuves ont eu lieu à Amiens les 28 et 29 mai 2011 en même temps que les épreuves par équipes.
- Fleuret masculin et fleuret féminin :
  - les épreuves ont eu lieu à Valence les 28 et 29 mai 2011 en même temps que les épreuves par équipes.
- Sabre masculin et sabre féminin :
  - les épreuves ont eu lieu à Pau les 28 et 29 mai 2011 en même temps que les épreuves par équipes.

## Classements individuels

### Sabre
- Sabre féminin :

| Or     | Carole Vergne          | Lagardère Racing Paris |
| Argent | Charlotte Lembach      | Strasbourg             |
| Bronze | Clara Jaquet           | US Métro               |
| Bronze | Marie-Catherine Danion | US Métro               |

- Sabre Masculin :

| Or     | Boladé Apithy | ASPTT Dijon                |
| Argent | Julien Pillet | Lagardère Racing Paris     |
| Bronze | Nicolas Lopez | Amicale tarbaise d'escrime |
| Bronze | Boris Sanson  | Lagardère Racing Paris     |

### Épée
- Épée masculine :

| Or     | Gauthier Grumier    | Levallois              |
| Argent | Jean-Michel Lucenay | Lagardère Racing Paris |
| Bronze | Érik Boisse         | Saint-Gratien          |
| Bronze | Alex Fava           | Châlons en Champagne   |

- Épée féminine :

| Or     | Jeanne Colignon                | ACA Beauvais           |
| Argent | Sarah Daninthe                 | Levallois SC           |
| Bronze | Vanessa Galantine              | Lagardère Racing Paris |
| Bronze | Joséphine Jacques André Coquin | Bondy AS               |

### Fleuret
- Fleuret masculin :

| Or     | Erwann Le Péchoux | Pays d'Aix      |
| Argent | Marcel Marcilloux | Pays d'Aix      |
| Bronze | Julien Mertine    | Rueil-Malmaison |
| Bronze | Guillaume Pitta   | Aubervilliers   |

- Fleuret féminin :

| Or     | Ysaora Thibus   | Bourg-la-Reine     |
| Argent | Astrid Guyart   | Team 78            |
| Bronze | Gaëlle Gebet    | Team 78            |
| Bronze | Virginie Ujlaki | Melun Val de Seine |

## Classements par équipes

### Sabre
- Sabre masculin :

| Or     | ASPTT Dijon                 |  |
| Argent | Section paloise (escrime)   |  |
| Bronze | Cercle d'escrime de Roubaix |  |

- Sabre féminin :

| Or     | Lagardère Paris Racing     |  |
| Argent | US Métro                   |  |
| Bronze | Strasbourg Université Club |  |

### Épée
- Épée masculine :

| Or     | Cercle d'Escrime de Saint Gratien            |  |
| Argent | Lagardère Paris Racing                       |  |
| Bronze | Centre d'initiation à l'escrime de Tourcoing |  |

- Épée féminine :

| Or     | Lagardère Paris Racing     |  |
| Argent | Levallois Sporting Club    |  |
| Bronze | Association sportive Bondy |  |

### Fleuret
- Fleuret masculin :

| Or     | Pays d'Aix                | .Erwann Le Péchoux .Marcel Marcilloux .Virgile Collineau .Julien Champeymond       |
| Argent | Cercle d'Escrime de Rueil | .Victor Sintès .Guy de Lamballerie .Julien Mertine .Adrien Vignolles               |
| Bronze | Bourg la Reine            | .Pierrick Saint-Bonnet .Jean-Paul Tony Helissey .Maxime Prudhomme .Mohamed Samandi |

- Fleuret féminin :

| Or     | Team Fleuret 78                     | .Astrid Guyart .Gaëlle Gebet .Astrid Rapaud .Julie Groslambert               |
| Argent | Cercle d'escrime Melun Val de Seine | .Virginie Ujlaki .Katja Wächter .Maud Rouas .Julie Mienville                 |
| Bronze | Masque de Fer Lyon                  | .Corinne Maîtrejean .Amelie Bonnier .Berangère Genevois .Coralie Goutteratel |